# Umbonata
Umbonata spinosissima es una especie de araña araneomorfa de la familia Araneidae. Es el único miembro del género monotípico Umbonata. Es originaria de Tanzania.